# فردریکسبرگ (تگزاس)
فردریکسبرگ، تگزاس(به انگلیسی: Fredericksburg, Texas) شهری در ایالت تگزاس از ایالات جنوبی ایالات متحده آمریکا است. در سرشماری سال ۲۰۰۰، جمعیت این شهر ۸۹۱۱ نفر اعلام شد.